# Area 13 di Brodmann
L'area 13 di Brodmann è una suddivisione della corteccia cerebrale dei cercopitechi definita sulla base della citoarchitettura. L'area 13 di Brodmann è stata trovata anche negli umani, dove sembra avere la funzione di ponte tra gli strati laterali e mediali del cervello. Spesso viene ritenuta non appartenente alle aree di Brodmann.

## Localizzazione
L'area 13 di Broddman è localizzata nella parte posteriore del lobo dell'insula, condivide con le altre parti della corteccia insulare un ampio strato molecolare (I) e un vasto strato multiforme (VI).

## Strati
Lo strato granulare esterno (II) è relativamente denso. La lamina piramidale esterna (III) ha una striscia centrale contenente una densità minore di cellule che separa i due substrati, IIIa e IIIb. Lo strato granulare interno (IV) è sufficientemente ampio e denso da separare chiaramente il substrato IIIb dal V strato. Il confine tra gli strati V e VI è definito da larghe cellule gangliari, per la maggior parte di forma piramidale, che nel V strato lasciano il posto a cellule più piccole e fusiformi, che diventano più dense e omogenee nel VI strato. Spesso le cellule fusiformi sono disposte in orizzontale, come nel claustro (VICL), che Brodmann considera una probabile estensione del VI strato (Brodmann-1905).